# 1-й военный округ (вермахт)
1-й корпусной округ (нем. Wehrkreis I) — военный округ вермахта. Образован на основе 1-го корпусного округа рейхсвера 1 октября 1934 г., центр — Кёнигсберг. Подчинялся 1-му армейскому командованию с центром в Берлине. Располагался на территории Восточной Пруссии, до сентября 1939 года изолированной от Рейха польскими землями. Командованию округа подчинялись инспекции комплектования в Кёнигсберге, Алленштайне и Эльбинге. В мирное время округ контролировал три пехотных дивизии (1, 11, 21) и одну кавалерийскую бригаду. В связи с Судетским кризисом 1938 г. штаб округа был преобразован в 3-ю армию, по его окончании разделение упразднено. В марте 1939 г. войска округа осуществили аннексию принадлежавшего Литве Мемеля, территория которого после этого была включена в состав округа. В августе 1939 при подготовке вторжения в Польшу управление округа и армии вновь разделено. После оккупации Польши инспекция комплектования Эльбинг отошла к вновь созданному 20-му корпусному округу, под контроль передана территория вокруг Цихенау. В 1941 году округ увеличен присоединением территории Белостокской области СССР. В годы Второй мировой войны округ подготовил около двадцати дивизий для вермахта. Прекратил существование после полного занятия Восточной Пруссии советскими войсками в марте 1945 г.

21 января 1945. Начало отступления Четвёртой армии (командующий — генерал Госбах). Командующий армиями запаса Гиммлер отдаёт приказ частично реформировать, а частично передислоцировать управление Первого войскового округа. Оставшиеся учреждения поступают в подчинение группы армий «Центр» (с 25 января — группы армий «Север»), или Третьей танковой армии
.

## Состав (до 1939 г.)
- 1-я пехотная дивизия
- 11-я пехотная дивизия
- 21-я пехотная дивизия
- 1-я кавалерийская бригада

## Сформированные дивизии

### 1-я волна мобилизации
- 1-я пехотная дивизия
- 11-я пехотная дивизия
- 21-я пехотная дивизия

### 2-я волна мобилизации
- 61-я пехотная дивизия

### 3-я волна мобилизации
- 206-я пехотная дивизия
- 217-я пехотная дивизия
- 228-я пехотная дивизия

### 7-я волна мобилизации
- 161-я пехотная дивизия
- 199-я пехотная дивизия

### 8-я волна мобилизации
- 291-я пехотная дивизия

### 9-я волна мобилизации
- 395-я пехотная дивизия

### 11-я волна мобилизации
121-я пехотная дивизия

### 14-я волна мобилизации
340-я пехотная дивизия

### 15-я волна мобилизации
714-я пехотная дивизия

### 18-я волна мобилизации
383-я пехотная дивизия

### 21-я волна мобилизации
341-я пехотная дивизия

### 24-я волна мобилизации
- Резервная дивизия «Демба»
- Резервная дивизия «Милау»

### 26-я волна мобилизации
- Резервная дивизия «Остпройсен»

### 28-я волна мобилизации
- Пехотная дивизия «Остпруссия» (I), использовалась для формирования 561-й пехотной дивизии 29-й волны мобилизации
- Пехотная дивизия «Остпруссия» (II), использовалась для формирования 562-й пехотной дивизии 29-й волны мобилизации

### 29-я волна мобилизации
- 541-я пехотная дивизия
- 561-я пехотная дивизия
- 562-я пехотная дивизия

### Вне системы волн
- 1-я кавалерийская дивизия, позднее 24-я танковая дивизия
- 1-я казачья дивизия
- 244-я пехотная дивизия
- 274-я пехотная дивизия
- 311-я пехотная дивизия, сформирована на основе крепостной пехотной бригады "Лётцен"
- 349-я пехотная дивизия народного ополчения
- 388-я полевая учебная дивизия, позднее полевая учебная дивизия «Норд»
- Полевая учебная дивизия «Курланд»
- 521-я пехотная дивизия (переформирована в 395-ю пехотную дивизию)
- 542-я пехотная дивизия
- 114-я лёгкая пехотная дивизия
- Дивизия Бранд
- Дивизия Эберхард
- Дивизия Белосток
- Дивизия Е
- 141-я резервная дивизия
- 151-я резервная дивизия
- Дивизия № 401
- Дивизия № 461
- Дивизионный штаб 421
- Дивизионный штаб 422
- Дивизионный штаб 605
- Крепостная пехотная бригада «Лётцен», переформирована в 311-ю пехотную дивизию

## Командующие
- генерал артиллерии Георг фон Кюхлер, с апреля 1937 г.
- генерал-лейтенант Оскар фон Бенекендорф унд фон Гинденбург, на 1 сентября 1939 г.
- генерал артиллерии Альфред фон Фоллард-Бокельберг, с 14 мая 1940 г.
- генерал артиллерии Вильгельм Улекс, с 20 июня 1940 г.
- генерал артиллерии Петер Вайер, с 1 мая 1941 г.
- генерал артиллерии Альберт Водриг, с 31 января 1943 г.
- генерал пехоты Отто Ляш, с 1 ноября 1944 г.